# Переяславка
Перея́славка — рабочий посёлок, центр района имени Лазо Хабаровского края России.
Образует городское поселение Рабочий посёлок Переяславка как единственный населённый пункт в его составе.

## География
Переяславка стоит на реке Кия (приток Уссури).
Через Переяславку проходит федеральная автотрасса «Уссури» и Транссибирская магистраль.
Расстояние до Хабаровска (на север) 62 км.

## История
Основан в 1895 году переселенцами, прибывшими на Дальний Восток сухопутным путём через Сибирь из Полтавской губернии из сёл Лукаши и Селище Барышевской волости Переяславского уезда (ныне Киевская область, Броварский район, до 2020 года Барышевский район). Бедные безземельные крестьяне надеялись на лучшую долю. Царская политика освоения Дальнего Востока (временное освобождение от налогов, относительная независимость, предоставление ссуд для культурного освоения безграничных территорий) способствовала ходу массового переселения трудолюбивых крестьян. До Томска добирались по железной дороге, далее, закупив лошадей — на повозках, по Шилке и Амуру — на паромах, пароходах и плотах. Место для обустройства выбрали прекрасное — на живописном холме у высокого скалистого берега р. Кии. Поселение было названо Сергеево-Михайловским — в честь Приамурского генерал-губернатора Сергея Михайловича Духовского. Занимались, в основном, сельским хозяйством, позже, с момента открытия Уссурийской железной дороги в сентябре 1897 года, работали и на железной дороге, заготавливали лес. В 1916 году сход жителей переименовал село в Переяславку.
20 марта 1932 года Президиум ВЦИК постановил: В связи с выделением из состава Некрасовского района пригородной полосы, центр Некрасовского района Дальне-восточного края перенести из города Хабаровска в селение Переяславку, с переименованием района в «Переяславский».
23 апреля 1932 г. президиумом Далькрайисполкома принято постановление о переименовании Переяславского района в район Постышевский, а села Переяславка в Постышево, и возбуждено ходатайство перед ВЦИК об утверждении такого переименования; но это постановление не было утверждено ВЦИК РСФСР.
Статус рабочего посёлка — с 1962 года.

## Население
| 1915    | 1926    | 1939    | 1959    | 1970    | 1979    | 1989    |
| ------- | ------- | ------- | ------- | ------- | ------- | ------- |
| 850     | ↗902    | ↗2847   | ↗6644   | ↗9611   | ↗10 992 | ↗11 846 |
| 1992    | 2000    | 2002    | 2003    | 2004    | 2005    | 2006    |
| ↗11 900 | ↘11 400 | ↘10 455 | ↘10 400 | ↗11 000 | ↘10 500 | ↘10 300 |
| 2007    | 2008    | 2009    | 2010    | 2011    | 2012    | 2013    |
| ↘10 268 | ↘10 258 | ↘10 195 | ↘8921   | ↘8824   | ↘8548   | ↘8379   |
| 2014    | 2015    | 2016    | 2017    | 2018    | 2019    | 2020    |
| ↘8103   | ↘8012   | ↘7814   | ↘7621   | ↘7472   | ↘7399   | ↗7469   |
| 2021    | 2023    | 2024    |         |         |         |         |
| ↗7892   | ↘7815   | ↘7692   |         |         |         |         |

## Инфраструктура
- В советское время в посёлке действовали мебельная фабрика, молочный и овощеконсервный заводы.
- Станция Дальневосточной железной дороги Верино.
- Рядом с посёлком находится расформированный 1 декабря 2009 года военный городок «Переяславка».
- Недалеко от посёлка находится «Хабаровский краевой центр внешкольной работы „Созвездие“».

## Галерея
- Станция Верино
- Посёлок Переяславка, вид из окна поезда.
- Памятник Сергею Лазо
- Памятник жителям посёлка, погибшим на фронте
- Вид с борта самолёта